# Cyrine Abdelnour
Cyrine Abdelnour (ALA-LC: Cyrine Abd Al-Nour (en árabe: سيرين عبدالنور‎‎; 21 de febrero de  1977 (48 años) es una cantante, actriz y modelo libanesa.
Su primer álbum, Leila Min Layali, lanzado en 2004. Lanzó, en 2006, su segundo álbum, Aleik Ayouni, con su simple de debut Law Bas Fe Aini (Si él mira en mis ojos) convirtiéndose en una de las canciones libanesas más populares de 2006. Abdelnour también ha protagonizado series de televisión y películas en árabe, desde finales de los años 1990.

## Carrera
En 1992, comenzó su carrera como modelo, modelando para los diseñadores de moda Feliciana Rossi, Zuhair Murad, Abed Mahfouz, Renato Balestra, Mireille Dagher, y Thierry Mugler. 
En 2002, Cyrine fue galardonada con el título "Modelo del Mundo" en el Regency Palace Hotel, de Beirut.

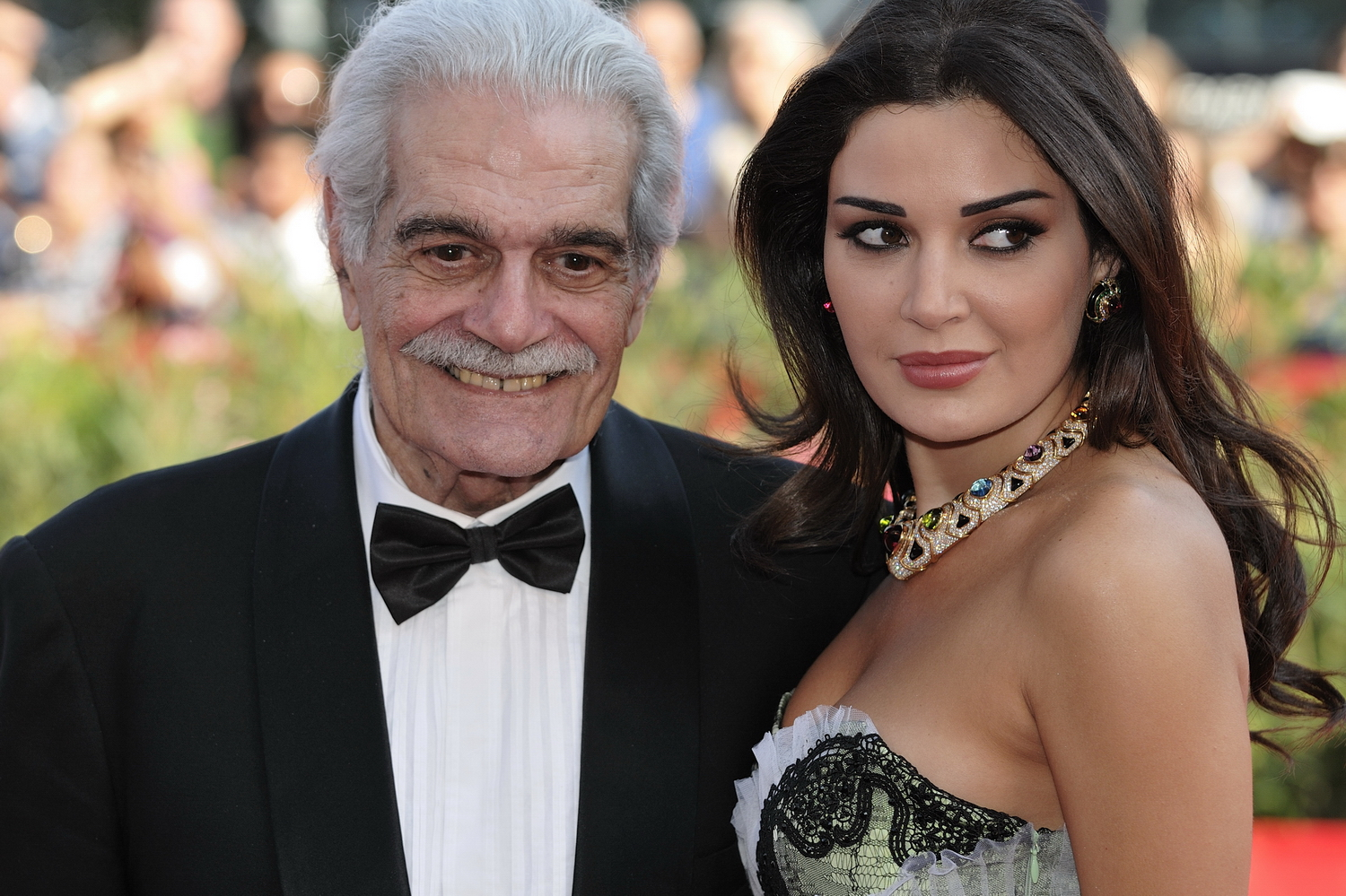
Omar Sharif con Cyrine, en el Festival de cine de Venecia, 2009.

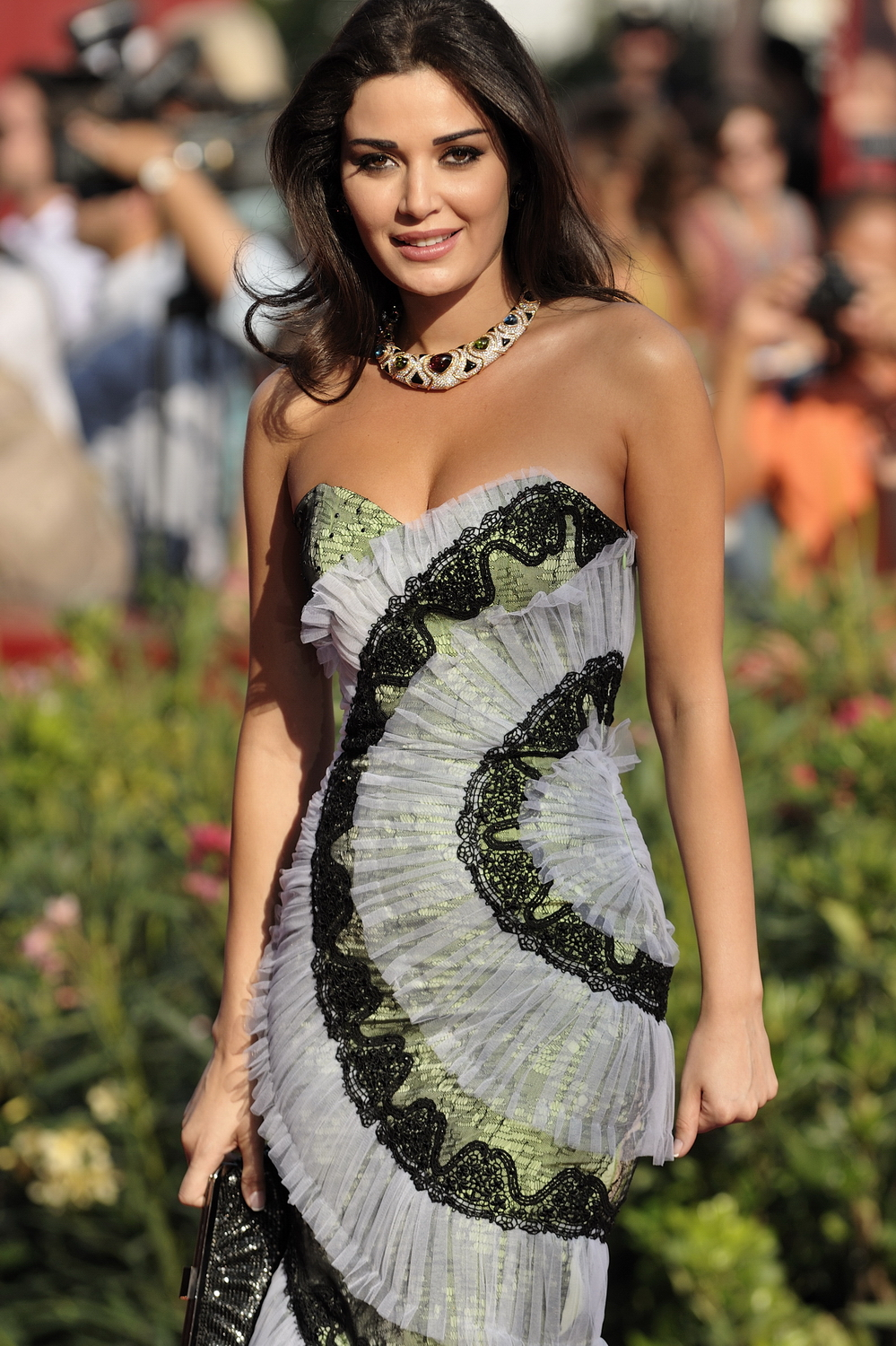
Cyrine, en el Festival de cine de Venecia, 2009.

En 1998, tuvo sus primeros papeles con la Lebanese Broadcasting Corporation, con Smaa Kchaa (1998) y Sahat Sahteen (1999) siendo sus primeros roles de nota. En 2003 protagonizó la serie árabe Dareb Khwet como Ebanati, ganando el Murex d'Or de 2003, por Mejor actriz libanesa, por el rol. Además, en 1998, jugó otro papel principal en la serie Mariana. 
En 2004, fue protagonista en la serie Ghariba, y en 2007 la serie LBC El Prisionero. En 2009 y en 2010, interpretó a "Sarah" nuevamente, otra serie en la MTV Leb.
En 2008, protagonizó la película egipcia Ramadan Mabrouk Abul-Alamein Hamouda y la libanesa-egipcia Smoke Without Fire, y al año siguiente apareció en la serie de televisión egipcia, Al Adham, y el filme Al Marouk (El Viajero) con Omar Sharif, que se mostró en el 66° Festival Internacional de Cine de Venecia.
En 2012, Cyrine protagonizó la serie libanesa "Ruby", y en 2013, protagonizó "Lobat El-Mot" (Juego de muerte). En 2004, lanzó su álbum debut, Leila min El Layali. Su tercer álbum con su sello discográfico (Rotana) se lanzó en 2009, titulado Layali El Hob (Noches de Amor).

## Vida personal
Se casó con el empresario libanés Farid Rahme. En 2011, dio a luz a su primera hija, Talia.
Abdelnour es una practicante cristiana.
En 2015, después de ser atacado por cyber trolls por celebrar la Pascua de ese año, defendió sus creencias religiosas durante una entrevista con Al Ghad Radio. Cyrine les dijo a los anfitriones: "Soy cristiana y no es que haya sorprendido a nadie con la noticia. Es todo culpa nuestra (artistas) por no hablar sobre nuestra religión en público." Su acoso en línea durante la Semana Santa marcó un evento, que vio a muchas otras celebridades cristianos árabes como blanco de los extremistas por celebrar Semana Santa abiertamente.

## Filmografía
| Filme | Filme                                     | Filme                                | Filme                                       |
| Año   | Filme                                     | Rol                                  | Notas                                       |
| ----- | ----------------------------------------- | ------------------------------------ | ------------------------------------------- |
| 2008  | Ramadan Mabrouk Abul-Alamein Hamouda      |                                      |                                             |
| 2008  | Humo sin fuego (ciudad abierta de Beirut) |                                      |                                             |
| 2009  | El viajero                                |                                      |                                             |
| 2015  | souk tafahom                              |                                      |                                             |
| Tv    |                                           |                                      |                                             |
| Año   | Título                                    | Rol                                  | Notas                                       |
| 1998  | Smaa Kchaa                                |                                      |                                             |
| 1999  | Sahha sahtein tleteh                      |                                      |                                             |
| 2000  | Ghadan Yawmon Akhar                       |                                      |                                             |
| 2003  | Ebnati (Mi hija)                          | Rol principal como Mona - Lana       | Murex d'Or award para Mejor actriz libanesa |
| 2003  | Dareb Khwet                               |                                      |                                             |
| 2003  | Mariana                                   |                                      |                                             |
| 2004  | Ghariba                                   | Roles principales como Carla - Zaina | Murex d'Or award para Mejor actriz libanesa |
| 2007  | Sajina                                    | Rol principal Samar                  |                                             |
| 2007  | Hawwa fi tarikh                           | Shehrazad                            |                                             |
| 2009  | Al Adham                                  | Nadine                               |                                             |
| 2010  | Sarah                                     | Rol principal como Sarah             | Murex d'Or para Mejor actriz libanesa       |
| 2012  | Ruby                                      | Main role as Ruby                    | Murex d'Or para Mejor actriz libanesa       |
| 2012  | All set                                   | Rol principal como Samar             |                                             |
| 2013  | Lo3bat EL Mot                             | Rol principal como Naya              |                                             |
| 2015  | 24 Qirat                                  | Rol principal como Mira              |                                             |
| 2016  | Cyrine Bila Hdood                         |                                      | [ 12 ]                                      |
| 2017  | Qanadil Al 'Ochaq                         | Rol principal                        |                                             |

## Videografía
- Leila Min El Layli (2004)
- Sidfi Ana (2004)
- Erga'a Tani (2005)
- Law Bas Fi Eini (2006)
- Aalik Ayouni (2007)
- Sajeena (2007)
- Bilougha Alarabiya Elfousha (2008)
- Elly Malakishi Fi (2008)
- Omri Ma'ak (2009)
- Sarah (2010)
- Ruby  (2012)
- Habaybi (2013)
- Aadi (2015)
- Bhebak Ya Mhazab (2016)

## Discografía
- Leila Min El Layli (2004)
- Aalik Ayouni (2006)
- Layali Al Hob (2008)
- Habaybi (2013)